# Aepisaurus

Эпизавр (лат. Aepisaurus) — сомнительный род травоядных динозавров из инфраотряда зауроподов, живший в меловом периоде около 70—68 миллионов лет назад, на территории нынешней Европы. Окаменелости четвероногого зауропода были найдены во Франции. Описаны Полем Жерве в 1852 году по единственно плечевой кости, в настоящее время потерянной. Представлен единственным видом — Aepisaurus elephantinus. В настоящее время помечен как nomen dubium.